# Aeropuerto de Estocolmo-Bromma
El Aeropuerto de Estocolmo-Bromma (en sueco: Stockholm-Bromma flygplats) (IATA: BMA, OACI: ESSB) es un aeropuerto de Estocolmo, Suecia. Está situado 7 km al oeste del centro de la ciudad, y es el más cercano a ella. Bromma es el quinto aeropuerto de Suecia por número de pasajeros (2008), el tercero cercano a Estocolmo y el tercero de Suecia por número de operaciones.

## Aerolíneas y destinos
| Aerolíneas                                         | Destinos                |
| -------------------------------------------------- | ----------------------- |
| Air Lituanica                                      | Vilnius                 |
| Blekingeflyg operado por Braathens Regional        | Ronneby                 |
| British Airways operado por Sun Air of Scandinavia | Aarhus                  |
| Brussels Airlines                                  | Bruselas                |
| Estonian Air                                       | Tallin                  |
| Finnair operado por Flybe Nordic                   | Helsinki                |
| Flysmaland operado por Braathens Regional          | Växjö                   |
| Golden Air operado por Braathens Regional          | Trollhättan             |
| Gotlandsflyg operado por Braathens Regional        | Visby                   |
| Kalmarflyg operado por Braathens Regional          | Kalmar                  |
| Kullaflyg operado por Braathens Regional           | Halmstad, Ängelholm     |
| Malmö Aviation                                     | Gotemburgo, Malmö, Umeå |
| Malmö Aviation operated by Braathens Regional      | Åre-Östersund           |
| Nextjet                                            | Åre-Östersund           |
| Sundsvallsflyg operado por Braathens Regional      | Sundsvall-Härnösand     |

## Estadísticas
Ver fuente y consulta Wikidata.
| Posición | Aeropuerto            | Pasajeros |
| -------- | --------------------- | --------- |
| 1        | Malmö                 | 550 009   |
| 2        | Gotemburgo-Landvetter | 429 490   |
| 3        | Umeå                  | 233 223   |
| 4        | Ängelholm-Helsingborg | 179 979   |
| 5        | Visby                 | 179 130   |
| 6        | Bruselas-National     | 122 555   |
| 7        | Ronneby               | 60 507    |
| 8        | Växjö                 | 52 341    |
| 9        | Östersund             | 45 444    |
| 10       | Sundsvall             | 42 713    |